# The Flying Deuces
The Flying Deuces é um filme estadunidense de 1939, do gênero comédia, dirigido por A. Edward Sutherland e estrelado pela dupla Laurel e Hardy. É uma refilmagem parcial de Beau Hunks (1931).

## Elenco
| Ator                                           | Personagem           |
| ---------------------------------------------- | -------------------- |
| Stan Laurel                                    | Stan                 |
| Oliver Hardy                                   | Ollie                |
| Jean Parker                                    | Georgette            |
| Reginald Gardiner                              | François             |
| Charles B. Middleton                           | Comandante da Legião |
| Jean Del Val                                   | Sargento             |
| Crane Whitley (nos letreiros, Clem Wilenchick) | Cabo                 |
| James Finlayson                                |                      |
| Michael Visaroff                               | Dono da hospedaria   |

Charles B. Middleton repetiu o papel de Comandante que havia interpretado em Beau Hunks (1931), enquanto o coadjuvante frequente de Laurel e Hardy, James Finlayson, também faz uma participação.

## Sinopse
Stan e Ollie são comerciantes americanos que estão em Paris a negócios. Quando chega a hora de partir, porém, Ollie avisa o amigo de que ficará na cidade pois se apaixonou por Georgette, a filha do dono da hospedaria em que estão instalados. Georgette se diverte com as atenções de Ollie e não lhe conta que é casada com François, um oficial da Legião Estrangeira Francesa. Com a ajuda de Stan, Ollie pede a moça em casamento mas se desilude quando sabe sobre o marido dela. Ele então resolve se suicidar no Rio Sena (onde um tubarão fugitivo do aquário está nadando) e quer que Stan faça o mesmo, em nome da amizade de ambos. François passava à noite pelo rio quando percebeu a intenção dos dois. Tenta fazê-los desistir do suicídio mas como Ollie insiste que não esquecerá a mulher que o desiludiu, o oficial (que não sabe que é Georgette) então lhe aconselha a se alistar na Legião Estrangeira, o lugar ideal, segundo ele, para homens esquecerem o passado. Stan e Ollie aceitam o conselho e se tornam legionários, pretendendo ficar apenas até quando o gordo se esqueçer de Georgette. Depois de muitas trapalhadas e trabalho pesado, Ollie de repente "esquece" Georgette e a dupla resolve deixar o quartel no Norte da África mas são perseguidos como desertores pelo legionários e, após serem capturados, condenados ao fuzilamento. Na sequência final, os dois fogem novamente e usam um avião desgovernado, com desfecho inesperado.

## Produção
- The Flying Deuces foi o primeiro filme de Laurel e Hardy que não foi produzido por Hal Roach. A realização foi do produtor independente Boris Morros e a distribuição da RKO Radio Pictures após Roach concordar em "emprestar" os dois astros. A RKO havia comprado os direitos para refilmar a produção francesa The Two Aces, mas o remake é bem diferente.

## Literatura
- Everson, William K. The Complete Films of Laurel and Hardy. New York: Citadel, 2000, (primeira edição de 1967). ISBN 0-8065-0146-4.
- Louvish, Simon. Stan and Ollie: The Roots of Comedy. London: Faber & Faber, 2001. ISBN 0-571-21590-4.
- McCabe, John. Babe: The Life of Oliver Hardy. London:  Robson Books Ltd., 2004. ISBN 1-86105-781-4.
- McCabe, John with Al Kilgore e Richard W. Bann. Laurel & Hardy.  New York: Bonanza Books, 1983, primeira edição de 1975, E.P. Dutton. ISBN 978-0491017459.
- McGarry, Annie. Laurel & Hardy. London: Bison Group, 1992. ISBN 0-86124-776-0.